# Mangala Valles
Mangala Valles es un complejo sistema de canales, localizado en la región marciana de Tharsis y originados en la Era Amazónica de la geología del planeta.[cita requerida]
"Mangala" procede de la palabra en sánscrito para referirse al planeta Marte. Los canales fueron probablemente delineados por el flujo de agua, millones de años atrás, y carece de afluentes. En la zona hay una gran cantidad de crestas esculpidas por el viento, o yardangs.[cita requerida]